# Deficiencia de yodo
La deficiencia de yodo produce bocio (llamado bocio endémico), y también cretinismo, lo que afecta al crecimiento normal del feto. El yodo es un elemento químico esencial que desde el punto de vista nutricional, se requiere en cantidades traza. En su metabolismo intervienen las hormonas tiroxina y la triyodotironina, que contienen yodo en su molécula y son segregadas por la glándula tiroides. La deficiencia de yodo es relativamente frecuente en zonas alejadas de la costa (cuando la dieta contiene pocos derivados de la pesca) o en zona montañosas (cuando se consumen productos vegetales cultivados en suelos pobres en este elemento).
En algunas de estas regiones, para mitigar el déficit de yodo, se enriquece la sal de mesa con pequeñas cantidades de yodo en forma de sal yodada. Esta sal contiene yoduro de sodio, yoduro de potasio o yodato de potasio. En otras zonas con deficiencia de yodo también se agregan estos compuestos a los alimentos, tales como harina, agua y leche. Las algas y los pescados blancos son una buena fuente de yodo.
Una baja concentración de tiroxina (T4, una de las dos hormonas de la glándula tiroides) en la sangre, inducida por una dieta pobre en yodo, da lugar a niveles elevados de la hormona TSH, que estimula la tiroides a aumentar sus procesos bioquímicos; el crecimiento y proliferación celular producen la característica hinchazón o hiperplasia de la glándula tiroides, o bocio. El comienzo del uso de sal con yodo a partir de la década de 1920 ha eliminado este problema en muchos países desarrollados; sin embargo, en Australia, Nueva Zelanda y varios países europeos, la deficiencia de yodo es un problema de relevancia que afecta la salud pública. El problema es más frecuente en las naciones pobres. Las iniciativas para reducir el riesgo de enfermedades cardiovasculares han influido sobre la reducción del consumo de sal en la dieta, lo que junto con la tendencia a consumir mayor cantidad de alimentos procesados preparados con sal no yodada implica que es menos probable que las personas puedan incorporar yodo a través de su consumo de alimentos.
Se define al bocio como endémico cuando afecta a más del diez por ciento de la población de una región; en la mayoría de los casos el bocio puede ser tratado mediante el suministro de suplementos de yodo. Si no se trata el bocio por períodos de unos cinco años, los suplementos de yodo pueden resultar ineficaces para reducir el tamaño de la glándula tiroides, ya que la misma ha sufrido daños irreparables.

## Cretinismo
La deficiencia de yodo es la principal causa de retraso mental, produciendo reducciones del CI de entre 10 y 15 puntos.[cita requerida] Se ha especulado que la deficiencia de yodo y de otros micronutrientes podría ser un factor que explicara las diferencias de CI observadas entre distintos grupos étnicos: ver raza e inteligencia para una discusión más detallada sobre este controvertido punto.
El cretinismo es una condición asociada a la deficiencia de yodo y al bocio, caracterizado por lo general por deficiencia mental, sordomudez, estrabismo, trastornos posturales y de la marcha, retraso en el crecimiento e hipotiroidismo. Paracelso fue el primero en hacer notar la relación entre padres con bocio e hijos con retraso mental.[cita requerida] Como resultado de una dieta restringida, aislamiento, endogamia, etc., así como bajo contenido de yodo en la comida, los niños presentaban con frecuencia posturas corporales peculiares y facultades mentales retrasadas, una afección relacionada más tarde con la deficiencia de la glándula tiroides. Diderot, en su Encyclopédie de 1754, describió a estos pacientes como «crétins». En francés, el término «crétin des Alpes» también se extendió, ya que dicha condición se observó en los remotos valles de los Alpes en particular.

## Impacto local
Ciertas áreas de la tierra
, como consecuencia de deficiencias naturales y de pasividad gubernamental, están severamente afectadas por la deficiencia de yodo, la cual afecta aproximadamente a dos mil millones de personas en todo el planeta. Es particularmente común en el Pacífico occidental, el Sudeste de Asia y África.
El caso de la India es el más impresionante, con 500 millones de personas afectadas por la deficiencia, 54 millones con bocio, y dos millones con cretinismo.[cita requerida] China y Kazajistán, entre otras naciones afectadas, han empezado a tomar cartas en el asunto, mientras que Rusia aún no lo ha hecho. Para que las campañas para la adopción del uso de sal yodada tengan éxito se requiere educación y regulación de productores y vendedores de sal y una campaña de comunicación dirigida al público, al comercio de sal, a los políticos y a los productores. El coste de añadir yodo a la sal es insignificante.
La carencia de yodo ha estado durante varias generaciones restringida al mundo subdesarrollado, pero las reducciones del consumo de sal y los cambios en las prácticas de procesamiento de la leche eliminando el uso de desinfectantes basados en yodo han llevado a un aumento de la afección en Australia y Nueva Zelanda en los últimos años. Existen expectativas para que durante el año 2009 se adopte como obligatorio el uso de sal yodada en la mayoría de las fábricas comerciales de pan.